# Two-Time Mama
Two-Time Mama é um curta-metragem de comédia mudo norte-americano de 1927, dirigido por Fred Guiol, produzido por Hal Roach e estrelado por Oliver Hardy.

## Elenco
- Tyler Brooke - Sr. Dazzle / Devil
- Anita Garvin - Sra. Dazzle
- Glenn Tryon - Sr. Brown
- Vivien Oakland - Sra. Brown
- Gale Henry - Nora / Snoopy
- Jackie Hanes

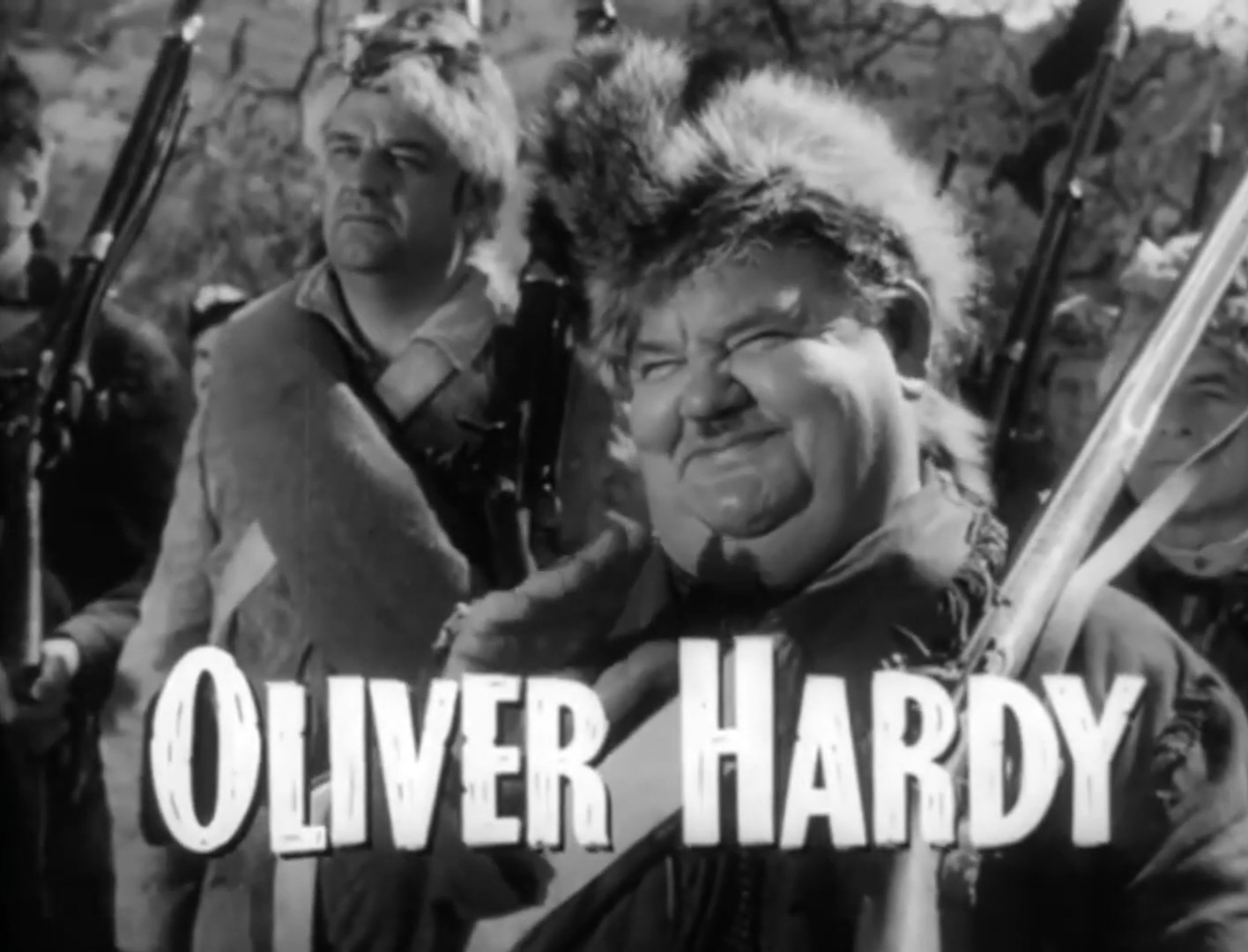
Oliver Hardy

- Oliver Hardy - Cop (como Babe Hardy)